# Royal Hockey Club Baudouin
Royal Hockey Club Baudouin (Koninklijke Hockey Club Boudewijn) is een Belgische hockeyclub uit Dilbeek.

## Geschiedenis
De naam van de club verwijst naar Koning Boudewijn. De hockeyclub maakt deel uit van de VZW Koninklijke Boudewijnclub waartoe ook de tennisclub en de padelclub behoren. 
Royal Baudouin werd in haar bestaan al drie keer kampioen van België, namelijk in 1993, 1994 en 1995, en won drie keer de beker van België. 
- In 1952 wordt de Baudouin-hockeyafdeling opsgestart.
- In de jaren 60 verandert de naam van de club naar "Royal" Baudouin.
- In 1990 wordt een nieuw kunstgrasveld gebouwd in de huidige installaties van Boudewijn.
- Van 1992 tot 1997 beleeft de club zijn " gouden jaren". De Baudouin wordt drie keer tot Belgisch kampioen gekroond en wint in deze periode drie keer de Beker van België.
- 1999 is de keerzijde van de medaille, de club gaat failliet met slechts 75 membres en wordt overgenomen door CSC Mayfair. Het eerste herenteam degradeert (naar D1).
- Vanaf 2003 gaat de club de helling op en creëert een damesteam.
- In 2005 heeft de club 250 leden.
- 2010 ziet een nieuwe degradatie van het eerste herenteam dat zich in D2 bevindt.
- In 2012 promoveert het herenteam naar Nationale 1.
- In 2018 gaat het herenteam terug naar Nationale 2.
- In 2019 neemt een nieuw bestuur de teugels van de club over en stelt een plan op voor de komende jaren: de professionalisering van de jongerenschool en de vernieuwing van het kunstgrasveld. Het damesteam gaat door naar Nationaal 1.

## Infrastructuur
De Royal Baudouin Hockey Club heeft in zijn infrastructuur: Een kunstgrasveld (waterveld) met led-verlichting, een clubhuis met bar, snack-restaurant en seminarieruimte, kleedkamers voor mannen en vrouwen en een parkeerplaats met 80 plaatsen.

## Ploegen
De club telt drie herenploegen, twee damensteams, twee gentsploegen en een ladiesploeg. Voor de jeugd zijn er eenentwintig ploegen van de U7 tot de U19. De club is gelegen aan de Kalenbergstraat 85 in Dilbeek.

## Palmares
Heren
- 3x Landskampioen (veld): 1993, 1994 en 1995
- 3x Winnaar Beker van België (veld): 1992, 1994 en 1995
- 3x Landskampioen (zaal): 1993, 1997 en 1998

## Bekende (ex-)spelers
- Jean-Marie Buisset
- Gregory Gucassoff
- Emilie Sinia